# Gustavo Hamer
Gustavo Hamer, né le 24 juin 1997 à Itajaí, Brésil, est un footballeur néerlandais qui évolue au poste de milieu de terrain à Sheffield United.

## Biographie

### En club
Né au Brésil, Hamer rejoint Feyenoord en 2011. Le 2 avril 2017, il fait ses débuts pour le club
Le 7 août 2017, il est prêté à Dordrecht.
Le 2 mai 2018, il rejoint PEC Zwolle, signant un contrat de 3 ans.
Le 3 juillet 2020, il rejoint Coventry City.

## Palmarès

### Distinctions individuelles
- Membre de l'équipe-type de D2 anglaise en 2025 (EFL Awards)[4].